# Studebaker US6
Le Studebaker US6 est un camion militaire américain léger capable de transporter une charge utile de 2 300 kg.
Ce véhicule a commencé à être fabriqué en juin 1941 et a connu 13 déclinaisons jusqu'au 10 août 1945, date de l'arrêt de sa production. 107 926 exemplaires version 6 × 6 plus 87 742 exemplaires en version 6 × 4, soit au total 197 678 exemplaires ont été fabriqués dans les usines Studebaker. 22 204 exemplaires en version 6 × 6 l'ont été par REO Motor en 1944 et 1945. Sur ce total, environ 152 000 exemplaires ont été livrés à l'Armée rouge soviétique au titre du programme Lend-Lease.
Les versions U6/U6-7-8 sont des 6 × 4, les autres versions U6 sont des 6 × 6.

## Histoire
En 1939-1940, l'US Army Ordnance Corps développait des camions tactiques 6 × 6 capables de transporter une charge de 2 ½ tonnes (2 268 kg) qui pouvaient fonctionner hors route par tous les temps. Studebaker, Yellow Coach (groupe GM) et International Harvester ont soumis un modèle qui a été accepté et entré en production en 1941.
Au total, 219 882 camions de 2 ½ tonnes (2 268 kg) 6 × 6 et des versions similaires de 5 tonnes (4 536 kg) 6 × 4 en treize variantes ont été construits. Studebaker était le principal constructeur, qui en a construit 197 678 exemplaires dans son usine de South Bend IN, tandis que REO Motor a produit 22 204 exemplaires dans son usine de Chicago IL à partir de 1944 en sous-traitance. Les camions REO sont identiques aux Studebakers, mais en version 6 × 6 de type cargo avec empattement long et sans le treuil monté à l'avant, appelé US6/U9. La production des deux constructeurs a pris fin en 1945.

## Utilisation
L'US6 a été fabriqué principalement pour l'exportation dans le cadre du programme Prêt-bail. L'Union soviétique a été le plus grand utilisateur. Les premiers camions Studebaker US6 ont été livrés à l'URSS en automne 1941. L'Armée rouge a testé onze Studebekkers 6 × 6, comme ils sont appelés en URSS, entre juillet 1942 et mai 1943. Les résultats ont été positifs mais ils souhaitèrent augmenter la charge utile de 2 300 à 3 600 kg, ramenée à 3 200 kg en 1945. Pour une utilisation sur route enrobée, la charge pouvait être portée à 4 500 kg.
On estime que 152 000 camions Studebaker US6 ont été livrés à l'Union Soviétique via l'Iran dans le cadre du programme Lend-Lease des États-Unis. Le camion a rempli de nombreux rôles importants dans l'Armée rouge, comme le remorquage de pièces d'artillerie et de canons antichars et le transport de troupes sur de longues distances mais aussi de tout autre matériels ou équipements et même de lance-roquettes Katyusha. Il était réputé pour sa robustesse et sa fiabilité. Il pouvait même fonctionner sans conséquences graves avec des carburants de mauvaise qualité. L'Armée Rouge les a transformés pour devenir une plate-forme lance-roquettes Katyusha. Le camion a été particulièrement bien apprécié par les troupes soviétiques et il se dit que Joseph Staline a envoyé une lettre d'appréciation à Studebaker, dans laquelle il remercie pour la qualité de l'US6.
En 1943, le Studebaker US6 a été utilisé par la société GAZ dans l'Union soviétique qui l'a utilisé comme base du camion GAZ-51, qui est entré en production en 1946. Les différences les plus notables sont que le GAZ-51 est un 2 point véhicule et possède le moteur et la boîte de vitesses à 6 cylindres du GAZ-61. Le Studebaker US6 a également inspiré la conception du ZIS / ZIL-151, qui a évolué dans le ZIL-157, mais dans une bien moindre degré.

## Caractéristiques techniques
Le moteur est un six cylindres à essence refroidi par eau "Hercules JXD" de 5 240 cm3 de cylindrée développant 86 ch (64 kW) à 2 800 tr/min avec un couple de 271 N m à 1 150 tr/min.
Conçu avec un taux de compression de 5.82/1 et capable d'utiliser de l'essence avec un taux d'octane de 72, il pouvait fonctionner sans dommages graves avec de l'essence de plus faible qualité.
Il était disponible avec deux empattements, selon son fabricant, 3,760 m en version courte et 4,110 m en version longue.

### Les différentes versions
| Modèle         | Empattement (m) | Longueur (m) | Largeur (m) | Hauteur (m) | Poids à vide (kg) |
| -------------- | --------------- | ------------ | ----------- | ----------- | ----------------- |
| U1 Cargo       | 3,76            | 6,38         | 2,24        | 2,69        | 4 480             |
| U3 Cargo       | 4,11            | 8,51         | 2,24        | 2,69        |                   |
| U5 Citerne     | 4,11            | 6,38         | 2,24        | 2,21        | 4 800             |
| U6 Tracteur    | 3,76 (6 × 4)    | 5,26         | 2,21        | 2,18        | 3 710             |
| U7 Cargo       | 4,11 (6 × 4)    | 8,51         | 2,24        | 2,69        |                   |
| U9 Châssis cab | 4,11            |              | 2,21        | 2,21        |                   |
| U10 benne      | 3,76            | 5,72         | 2,24        | 2,31        | 4 600             |
| U12 benne      | 3,76            | 5,77         | 2,24        | 2,31        | 4 600             |

Galerie
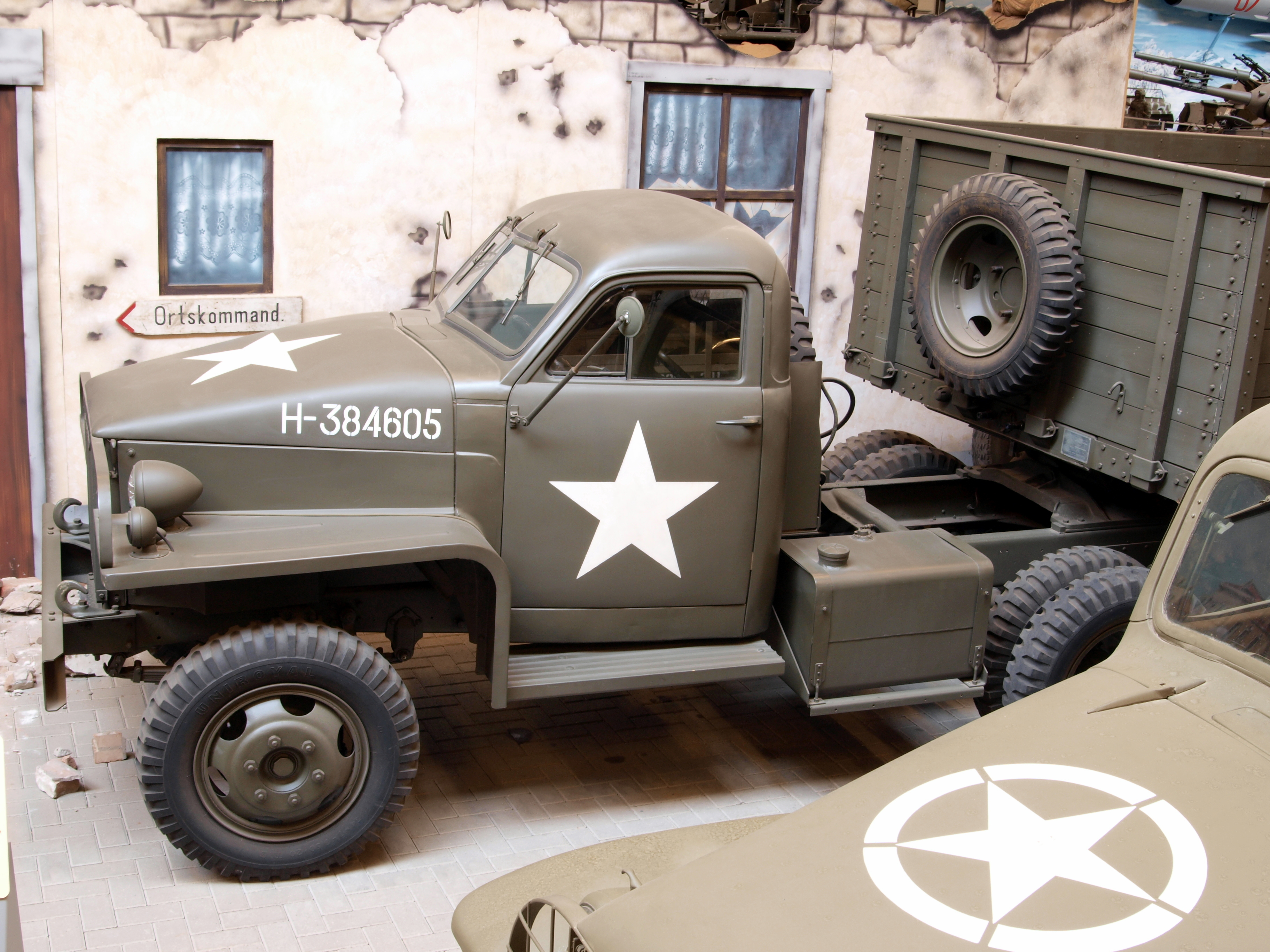
Tracteur semi-remorque.
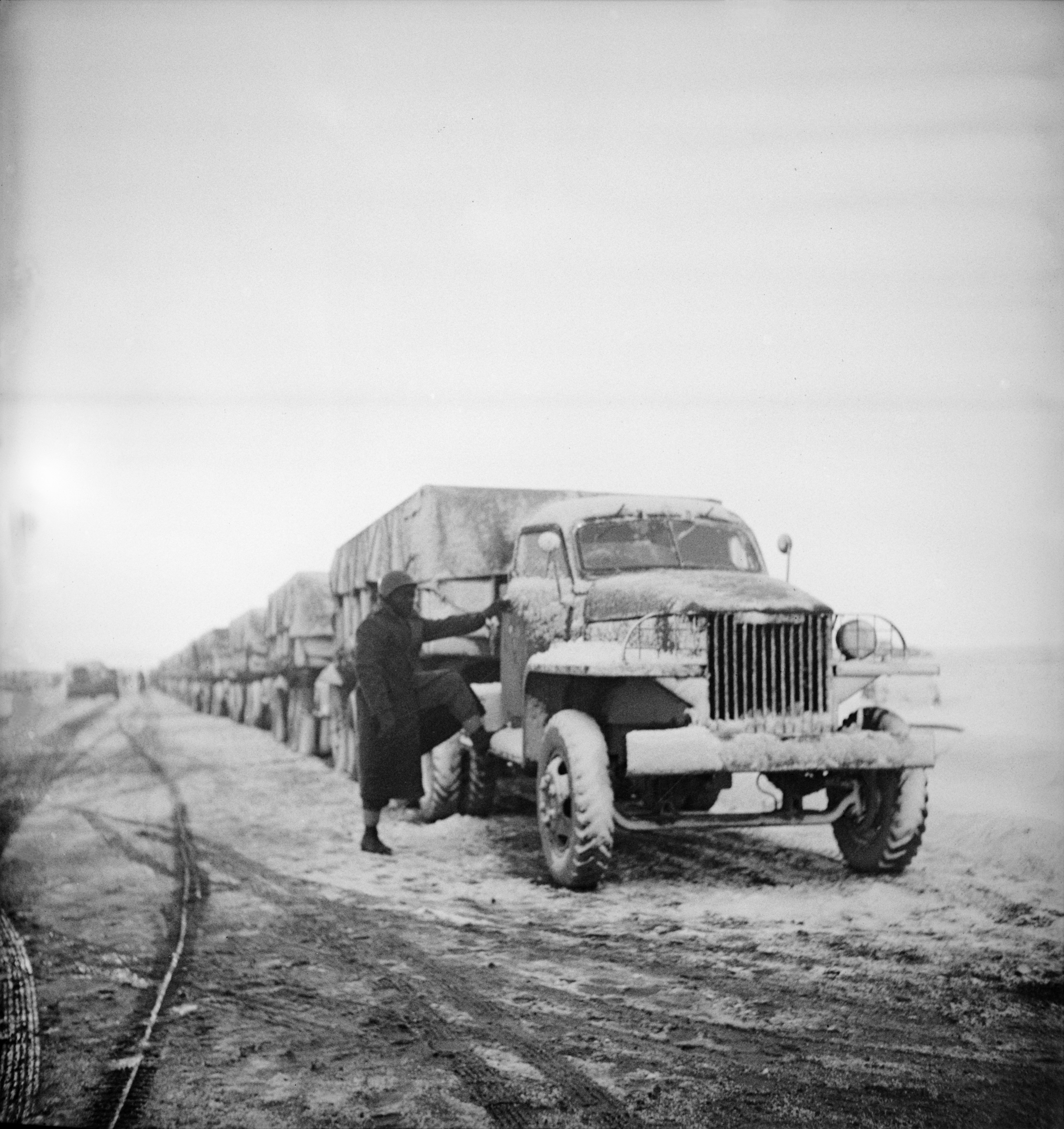
Convoi le long du corridor perse entre le golfe Persique et l'Union soviétique en 1943.
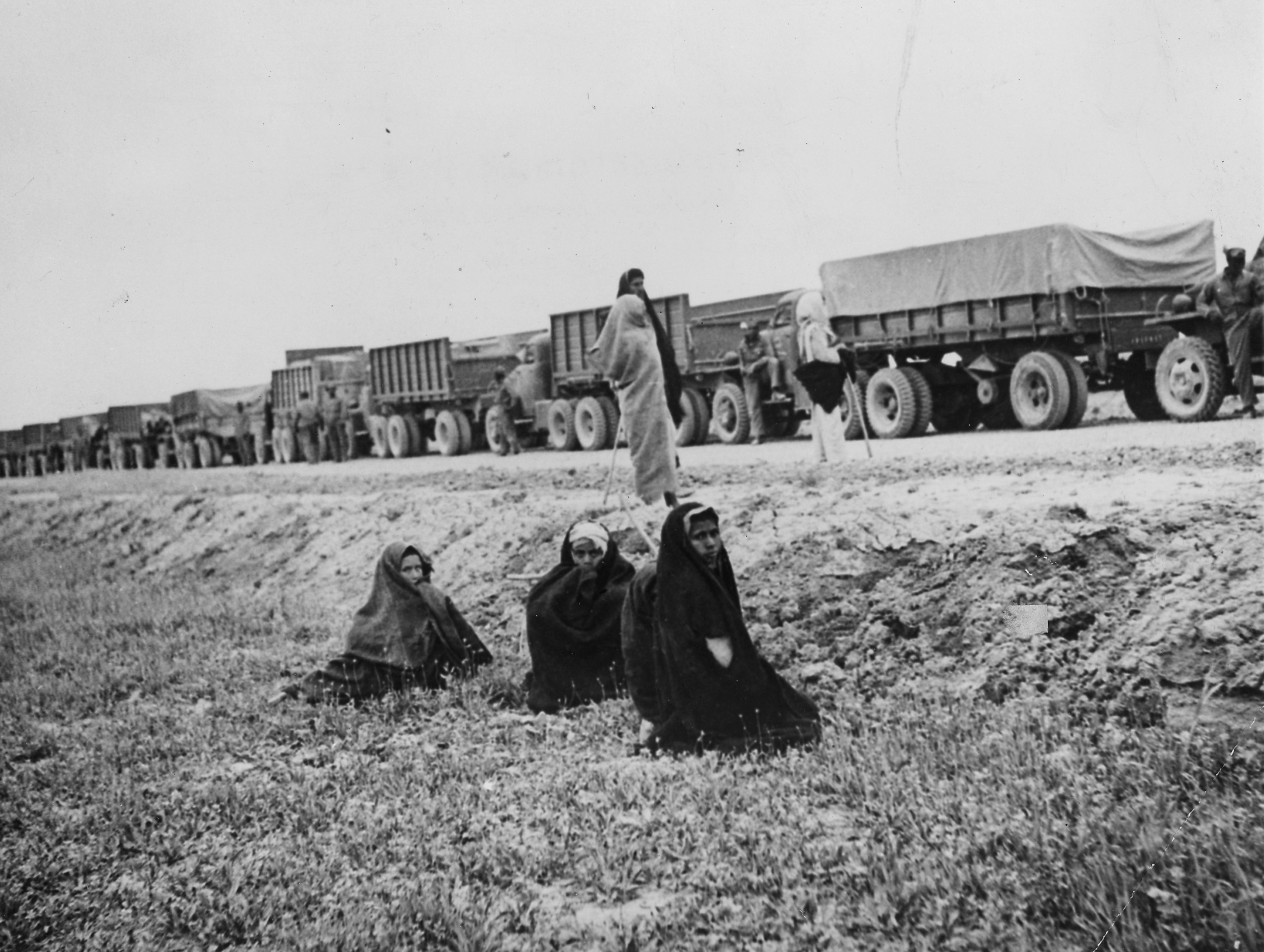
Tracteurs semi-remorques le long du corridor perse en 1943.
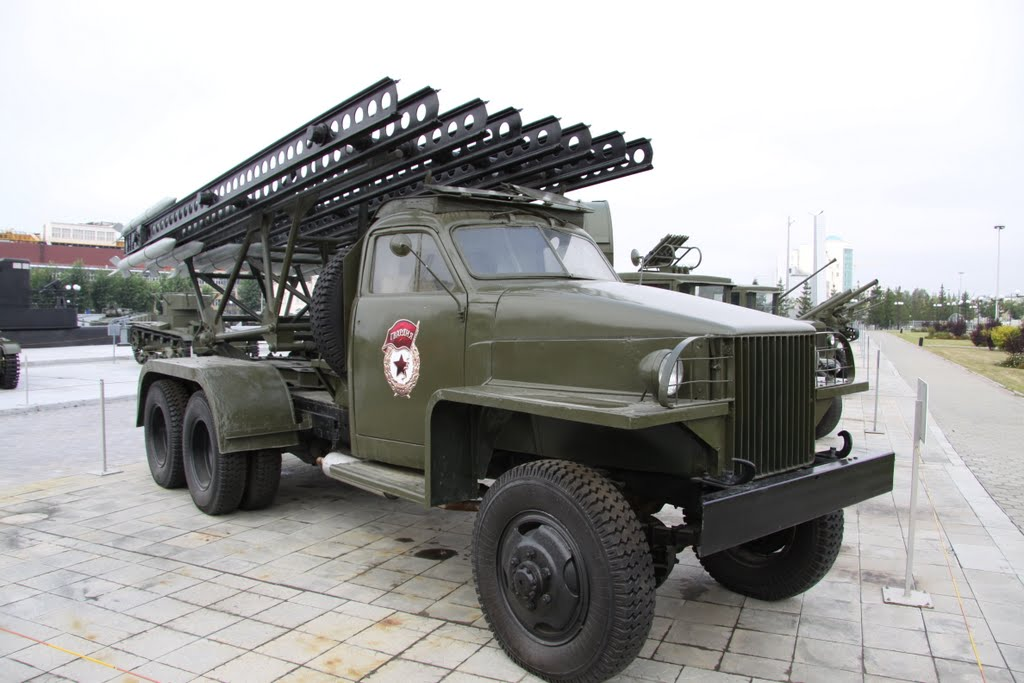
Lance-roquettes soviétique Katioucha monté sur US6, musée.
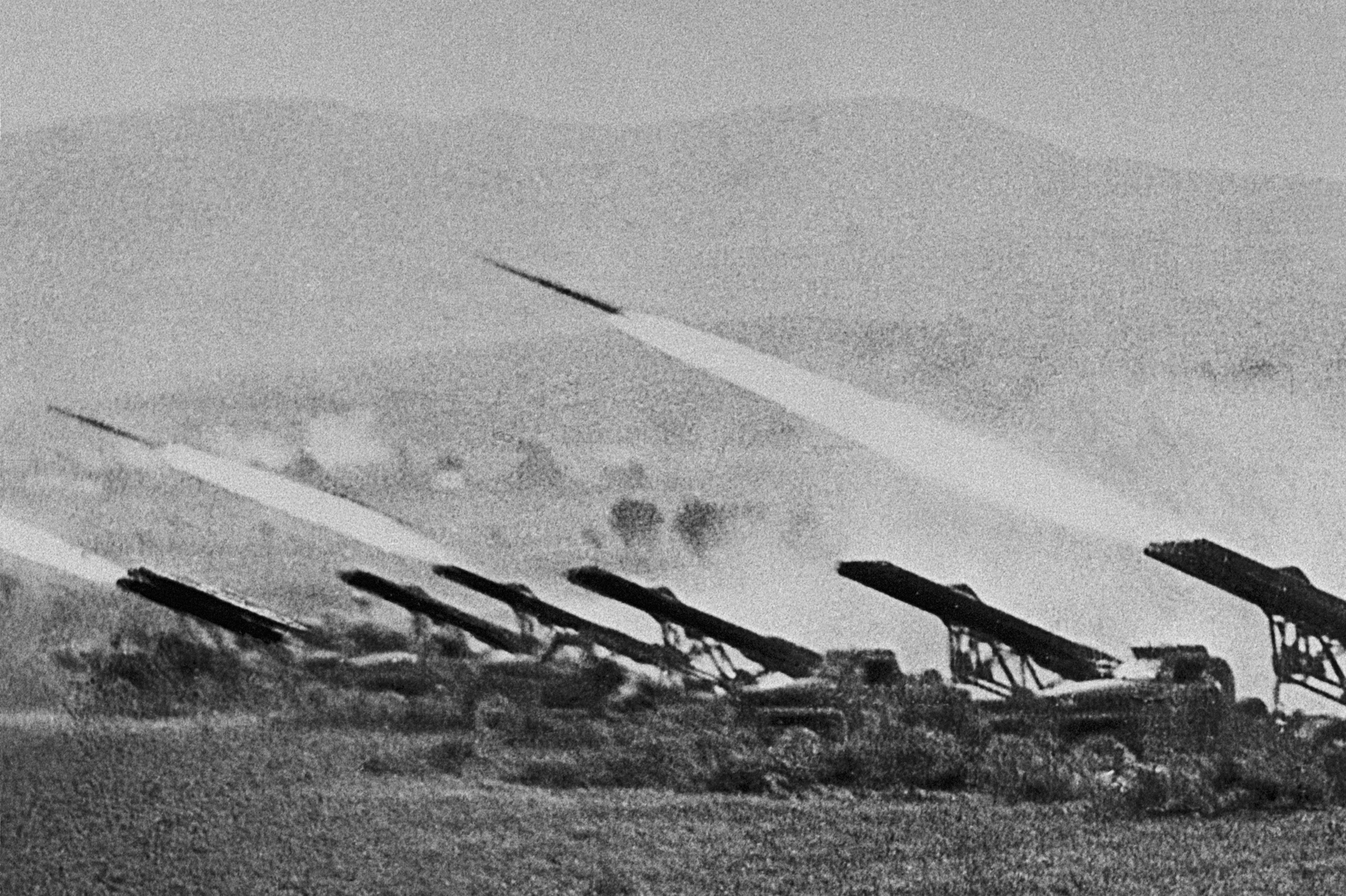
Batteries de Katioucha  pendant la bataille de Stalingrad en 1942.
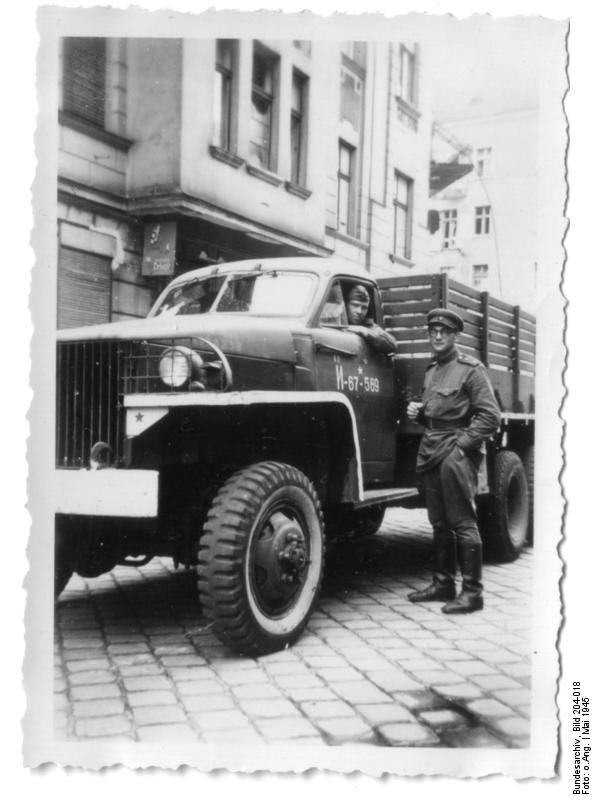
US6 Cargo à Berlin en mai 1945.
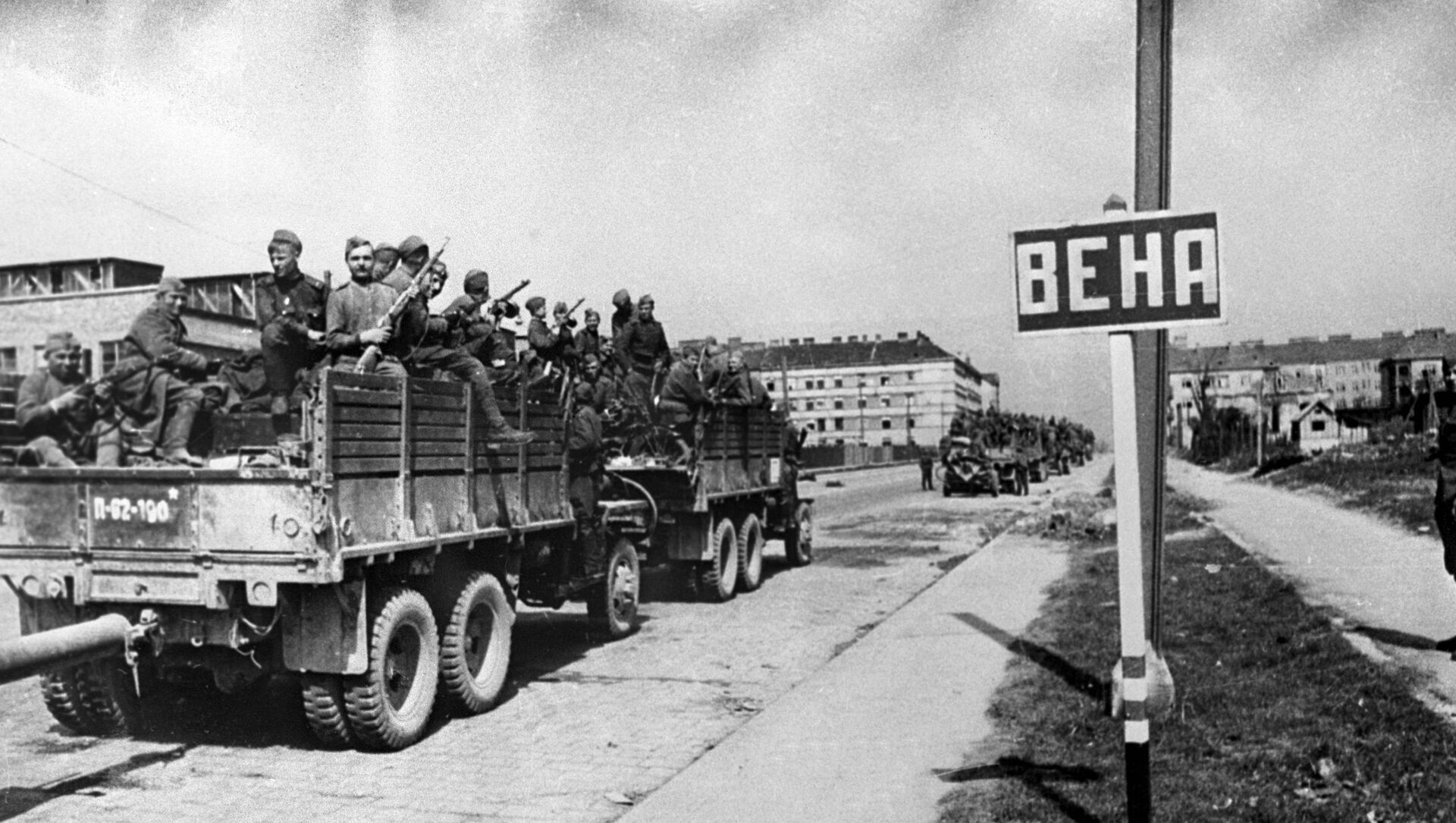
Transport de troupes soviétiques pendant l'offensive de Vienne en avril 1945.
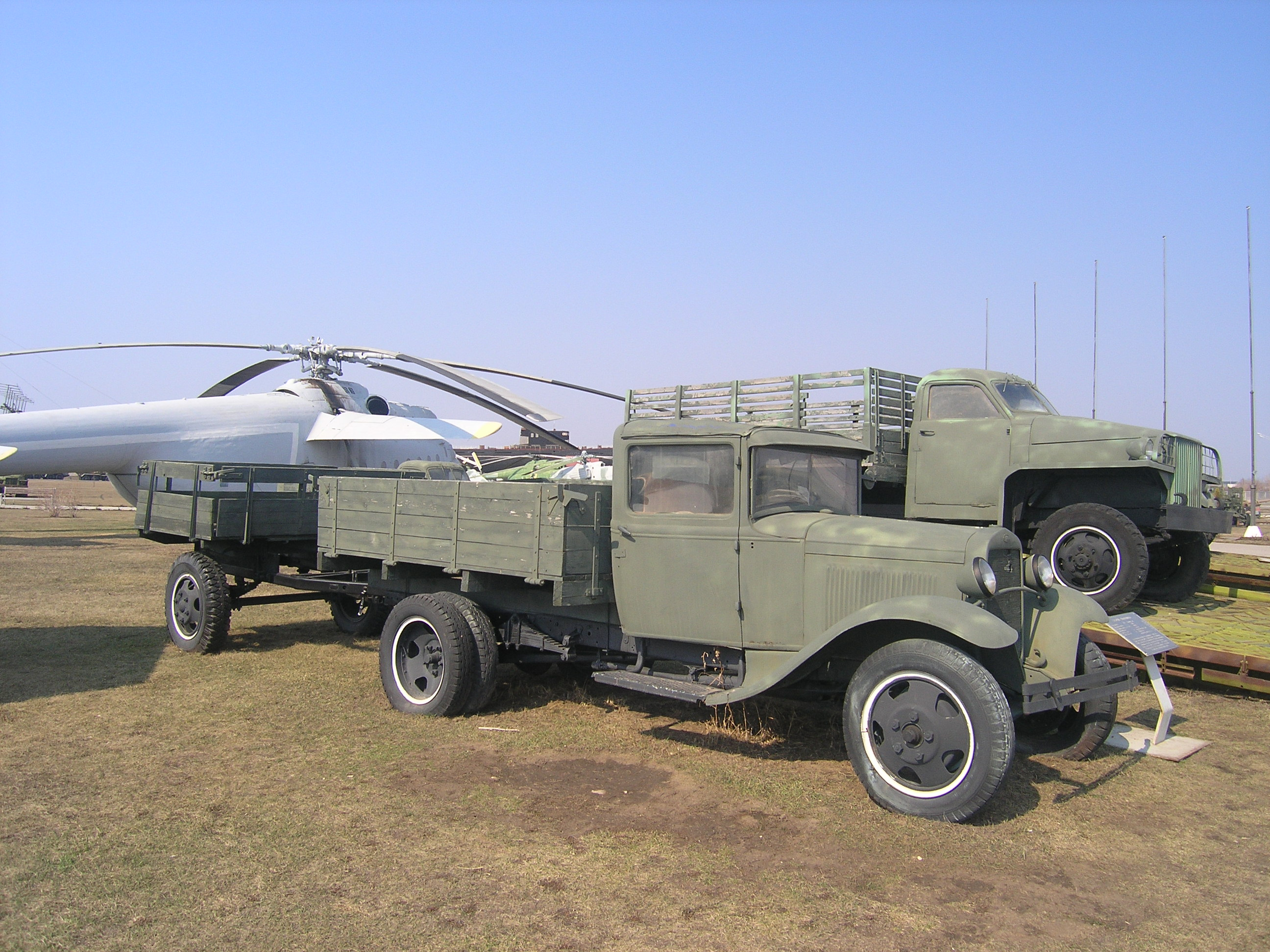
Camions GAZ-AA et US6 au musée des Techniques de Togliatti (Russie).